# Бесстрашная гиена 2
«Бесстрашная гиена 2» (англ. Fearless Hyena II, иер. трад. 龍騰虎躍, кант.-рус.: Лун тхан фу ёк) — кинофильм-боевик 1983 года с участием Джеки Чана.

## Сюжет
Три брата семьи Чхин убили бандитского лидера, из-за чего стали целью убийств для Небесного и Земного Демонов, заявивших, что отомстят за смерть своего отца. Старший из братьев был убит мстителями, а двое других, Чаньпак и Чёньнам, вместе со своими маленькими сыновьями сбежали. По пути, во время преследования, двум братьям пришлось разделиться.
По прошествии более десяти лет Чёньнам пытался жить вдали от внешнего мира и спокойной жизнью в горной местности. Тем не менее, его повзрослевший сын Лун был очень остроумным и озорным парнем и влезал в драки с городскими задирами. С другой стороны, Чаньпак и его сын Тун были спасены лидером клана нищих и его дочерью Лин. Благодаря добрым отношениям с нищими Чаньпак предпринимал попытки разыскать своего брата. Тун вырос умным, хотя и ленивым молодым человеком. Он любил механические конструкции и поэтому напичкал ими весь дом. Благодаря своему таланту он одержал верх над воришкой по прозвищу Лягушонок, и позже они стали хорошими друзьями.
После того, как в драке Лун продемонстрировал стиль кулачного боя своей семьи, Небесный и Земной Демоны услышали об этом и разузнали место жительства парня и его отца. Лун вместе с отцом смогли вовремя покинуть место своего пребывания. Чёньнам узнал от людей из клана нищих, что его брат живёт совсем рядом. Он отправился на встречу с ним, после чего они оба были в восторге от долгожданного воссоединения.
Небесный и Земной Демоны разведали, что Чаньпак укрылся в клане нищих, поэтому немедленно отправились туда. Глава клана был побеждён Демонами и находясь при смерти попросил дочь Лин бежать вместе с Чаньпаком.
Когда отца не бывало рядом, Лун всегда хотел ввязаться в авантюру на улицах города. Он знакомится с Туном и Лягушонком, не подозревая при этом, что оба они являются друзьями друг для друга. Однажды, придя домой, Лун видит обгоревший труп своего отца. Единственной вещью, которую Лун знал, было то, что его дядя находился в рядах клана нищих. С большими трудностями парень пробивает дорогу и встречает дядю Чаньпака.
Дядя Луна был расстроен смертью Чёньнама. В дальнейшем он стал сердиться на своего сына за то, что тот не обладал большой склонностью к изучению кунг-фу. Тун был расстроен и убежал из дома. Лун смог разыскать беглеца и убедить его тренироваться боевому искусству. Лягушонок также стал набираться знаний по кунг-фу и был горд этим. Воришка показал свои умения на людях, из-за чего был убит двумя Демонами. Этот случай повлёк за собой смерть Чаньпака и Лин. Вскоре Тун узнал о вражде между своей семьёй и преследователями. Лун убедил Туна тренироваться усерднее и отомстить за смерть своих близких. Тун стал набирать силу и полностью отдаваться тренировкам с Луном. Вместе они преуспели в мщении, убив Небесного и Земного Демонов в схватке.

## В ролях
| Актёр         | Роль             |
| ------------- | ---------------- |
| Джеки Чан     | Лун              |
| Дин Сэк       | хозяин ресторана |
| Ям Сайкунь    | Небесный Демон   |
| Квон Ён Мун   | Земной Демон     |
| Джеймс Тянь   | Чхин Чёньнам     |
| Чэнь Хуэйлоу  | Чхин Чаньпак     |
| Остин Вай     | Тун              |
| Хонь Куокчхой | Лягушонок        |
| Им Ын Джу     | Лин              |

## Съёмочная группа
- Компания: Lo Wei Motion Picture Co.
- Продюсер: Ло Вэй
- Режиссёр: Чань Чхюнь
- Ассистент режиссёра: Пхан Чимин
- Постановка боевых сцен: Чхёй Фат
- Монтаж: Винсент Лён
- Грим: Цзинь Линмэй
- Оператор: Яу Кхэй